# Joseba Sarrionandia

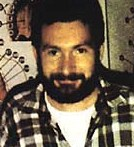
Joseba Sarrionandia (1985)

Joseba Sarrionandia Uribelarrea (* 13. April 1958 in Iurreta, Bizkaia, in der Nähe von Bilbao) ist ein spanischer bzw. baskischer Schriftsteller und Übersetzer.

## Leben
Er schloss das Studium der baskischen Philologie an der Universität von Deusto in Bilbao ab und arbeitete als Dozent für Phonetik an der Zweigstelle der spanischen Fernuniversität UNED in Bergara. 
1977 gründete er gemeinsam mit dem Schriftsteller Bernardo Atxaga und dem Musiker Ruper Ordorika die avantgardistische Zeitschrift POTT, die maßgeblich zur Entwicklung der modernen baskischen Literatur beitrug. Etwa zeitgleich trat Sarrionandia aus Empörung über die politische Kontinuität nach dem Ende der Franco-Diktatur der Untergrundorganisation ETA bei. 1980 wurde er verhaftet, schwer gefoltert und wegen mehrerer Banküberfälle zu einer langjährigen Haftstrafe verurteilt. Fünf Jahre später gelang ihm auf spektakuläre Weise die Flucht. Zusammen mit einem Mitgefangenen wurde er nach einem Konzert in einer Lautsprecherbox aus dem Gefängnis geschmuggelt. Diese Flucht inspirierte das berühmte Lied Sarri, Sarri der Ska-Band Kortatu. 
Er emigrierte über Algerien nach Kuba, wo er bis 2021 lebte, darunter die längste Zeit unter falscher Identität. 2010 erhielt er den Premio Euskadi für sein riesiges Essaywerk Moroak gara behelaino artean? zu Themen wie Identität, Sprache und Assimilation, durfte das Preisgeld jedoch nicht in Empfang nehmen.
Sarrionandia übersetzte Werke von Samuel Taylor Coleridge, Konstantinos Kavafis, T. S. Eliot und Fernando Pessoa.

## Veröffentlichungen
- Izuen gordelekuetan barrena, 1981.
- Narrazioak, 1983.
- Intxaur azal baten barruan. Eguberri amarauna, 1983.
- Alkohola poemak, 1984.
- Ni ez naiz hemengoa, 1985. – Buch ins Deutsche übersetzt von Ruth Baier: Von Nirgendwo und Überall, 1995.[2]
- Atabala eta euria, 1986.
- Marinel zaharrak, 1987.
- Marginalia, 1988.
- Ez gara gure baitakoak, 1989.
- Izeba Mariasunen ipuinak, 1989.
- Ainhoari gutunak, 1990.
- Ifar aldeko orduak, 1990.
- Gartzelako poemak, 1992.
- Han izanik hona naiz, 1992.
- Hnuy illa nyha majah yahoo, 1995.
- Miopeak, bizikletak eta beste langabetu batzuk, 1995.
- Hitzen ondoeza, 1997.
- Hau da nire ondasun guzia, 1999. – Buch ist erschienen in Baskisch, Deutsch, Englisch, Französisch und Spanisch.
- Zitroi ur komikiak: Joseba Sarrionandia komikitan, 2000.
- Lagun izoztua, 2001. – Buch ins Deutsche übersetzt von Raul Zelik und Petra Elser: Der gefrorene Mann, 2007, ISBN 978-3-936738-31-5.
- XX. mendeko poesia kaierak: Joseba Sarrionandia, 2002.
- Kolosala izango da, 2003.
- Akordatzen, 2004.
- Harrapatutako txorien hegalak, 2005.
- Munduko zazpi herrialdetako ipuinak, 2008.
- Gau ilunekoak, 2008.
- Idazlea zeu zara, irakurtzen duzulako, 2010.
- Moroak gara behelaino artean?, 2010.
- Narrazio guztiak (1979-1990), 2011.
- ¿Somos como moros en la niebla?, 2012.[3]
- Durangoko Azoka 1965-2015, 2015.
- Lapur banden etika ala politika, 2015.
- Hilda dago poesia? ¿La poesía está muerta?, 2016.[4]

## Einzelbelege
1. ↑  Raul Zelik: «In der Literatur konnte alles neu erfunden werden» in woz.ch, 17. Februar 2022.
2. ↑  Vorabdruck aus Von Nirgendwo und Überall. In Arranca!. Nr. 4, Juli 1994
3. ↑  Bucherscheinung (baskisch)
4. ↑  Editada la primera antología poética de Sarrionandia en euskera y castellano (spanisch). In: DiarioVasco.com, 15. Dezember 2016

| Personendaten    | Personendaten                            |
| ---------------- | ---------------------------------------- |
| NAME             | Sarrionandia, Joseba                     |
| ALTERNATIVNAMEN  | Sarrionandia Uribelarrea, Joseba         |
| KURZBESCHREIBUNG | baskischer Schriftsteller und Übersetzer |
| GEBURTSDATUM     | 13. April 1958                           |
| GEBURTSORT       | Iurreta, Bizkaia                         |